# Alexander Hampden
Alexander Hampden est un homme politique anglais né en 1546 et mort le 19 mars 1618.

## Biographie
Il est le fils aîné de Mary et Michael Hampden du château d'Hartwell au Buckinghamshire.
Il est haut-shérif du Buckinghamshire (en) de 1591 à 1592, puis il est élu député du Buckinghamshire (en) au Parlement d'Angleterre en 1601. Il est fait chevalier par le roi Jacques Ier en 1603.
Il est marié à Elizabeth Hampden mais n'a aucun enfant. Il est inhumé à Hartwell. Son héritage revient à Thomas Lee, un membre de sa famille originaire de East Claydon au Buckinghamshire.